# Patiënt

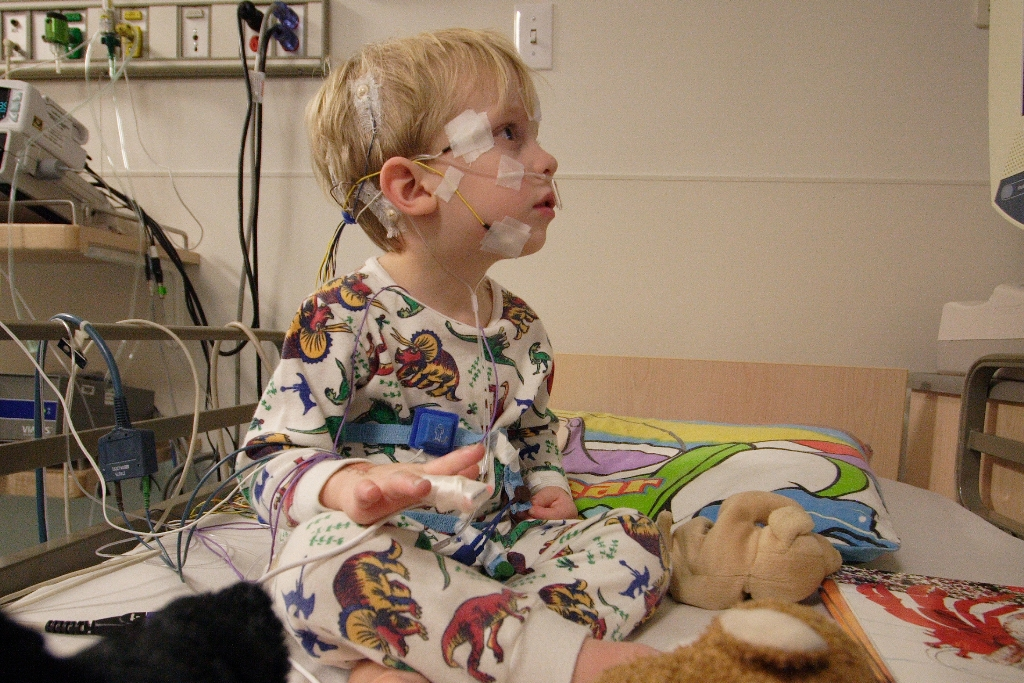
Jonge patiënt

Een patiënt is iemand aan wie medische, paramedische of verpleegkundige hulp wordt verleend. De patiënt is een zorgbehoevende en geniet de zorgen of het toezicht van een zorgverlener. Een patiënt is iemand met een zelfzorgtekort. Deze patiënt kan een ziekte, aandoening of letsel hebben.

## Jargon
slachtofferWanneer iemand hulp nodig heeft als gevolg van een trauma, spreekt men van slachtoffer.
cliëntIndien de persoon ambulante psychische hulp, psychiatrische zorg, of hulp van een maatschappelijk werker krijgt, spreekt men eerder van cliënt dan van patiënt. In de geestelijke gezondheidszorg is het daarnaast ook zo dat de cliënt in ieder geval een face to face-contact met een hulpverlener moet hebben gehad wil men spreken van cliënt. Vanaf 1994 is steeds meer het woord cliënt in gebruik genomen door de overheid. De cliënten laten zich dan ook vertegenwoordigen in deze tehuizen door cliëntenraden.
revalidantBinnen de revalidatie spreekt men naast patiënt ook wel van revalidant. Dit omdat revalidatie zich minder op de ziekte maar meer op de gevolgen (beperkingen) van die ziekte richt. Doelstelling daarbij is de patiënt te leren er zo goed mogelijk mee om te omgaan. Hierdoor wordt er een actievere houding verwacht van de revalidant.
bewoner, verpleegde,In verpleeghuizen worden patiënten meestal aangeduid als verpleegden of bewoners.
residentSoms wordt het woord "resident" gebruikt, maar dit woord is, in deze situatie, een barbarisme.
zorgvragerIn het ambtenarenjargon worden zowel patiënten als slachtoffers, bovengenoemde cliënten en verpleegden tegenwoordig vaak onder de noemer zorgvragers geschaard. De artsen, verpleegkundigen, verzorgenden en andere (para)medici zijn hierbij de zorgverleners, de (algemene en categorale) ziekenhuizen, verpleeghuizen en andere zorginstellingen de zorgverstrekkers met een bepaald zorgaanbod, terwijl de zorgverzekeraars in deze terminologie zorgbemiddelaars zijn geworden.

## Etymologie
Patiënt komt van het Latijnse patientia, dat lijden, dulden, volharding of  geduld betekent. Het is daarmee verwant aan het Franse en Engelse patience en patient.